# Jeanne Boyd
Jeanne Boyd (Mount Carroll, 25 février 1890 - Jonesboro, 8 août 1968) est une pianiste et compositrice américaine.

## Biographie
Elle a étudié la musique auprès d’Emil Liebling, Lyravine Votaw et Edgar A. Brazelton,.
Elle a enseigné la musique à la Frances Shimer School de 1909 à 1914, puis au Lyceum Arts Conservatory entre 1914 et 1917.
En 1922, elle passe deux mois en résidence à la MacDowell Colony.
Dans les années 1920, elle travaille au Bush Conservatory of Music,,.
Elle a donné des récitals de ses propres œuvres et de celles d’autres compositeurs,.
Elle est membre de la Société des Musiciens Américains.
Dans les années 1940 et 1950, elle a enseigné à l’American Conservatory of Music,.